# 埃隆·马斯克所获奖项和荣誉列表
商业巨头和工业设计师伊隆·马斯克因为其在应对全球变暖所做出的努力而得到肯定。根据比尔·盖茨的说法，“伊隆对特斯拉所做的事情是有史以来对气候变化做出的最大贡献之一”。 阿尔·戈尔则称自己为“特斯拉和伊隆·马斯克的忠实粉丝”。 由于马斯克在可再生能源方面的工作和倡导，使得他获得了多个环保奖项，这其中就包括国家野生生物联合会的康妮奖和美国全球绿色组织的全球绿色奖。
马斯克还因其使得太空探索更实惠的工作而收到赞誉。俄罗斯航天国家集团负责人德米特里·罗戈津称赞了马斯克在该领域的工作，并表示他“尊重（马斯克的）工作”。 马斯克在2018年被评选为皇家学会的会员，这其中的部分原因就是来自他对太空旅行的贡献。
伊隆·马斯克在2010年、2013年、2018年和2021年皆入选了《时代周刊》所评选的“百大最具影响力的人物”，同时还在《福布斯》所公布的“2019年度最具创新精神领袖榜”上并列第一。

## 主要奖项与荣誉
- 2006年，伊隆·马斯克成为美国国家科学院航空与空间工程委员会成员。[8]

- 《Inc.》杂志因马斯克在特斯拉及SpaceX上的工作而颁发“2007年年度企业家奖”。[9]

- 2007年，马斯克因参与设计特斯拉Roadster而获得丹麦设计双年展大奖（Index Design Award）；[10] 同时他还因此获得由米哈伊尔·戈尔巴乔夫颁发的美国绿色全球组织（英语：Global Green USA）2006年度产品设计大奖。